# Chiesa di San Francesco d'Assisi (Ala)
La chiesa di San Francesco d'Assisi è la chiesa del convento dei cappuccini (che vi sorge accanto) ed è posizionata accanto all'ospedale, con facciata su piazza papa Giovanni XXIII, ad Ala in Trentino. Fa parte della zona pastorale della Vallagarina e risale al XVII secolo.

## Storia

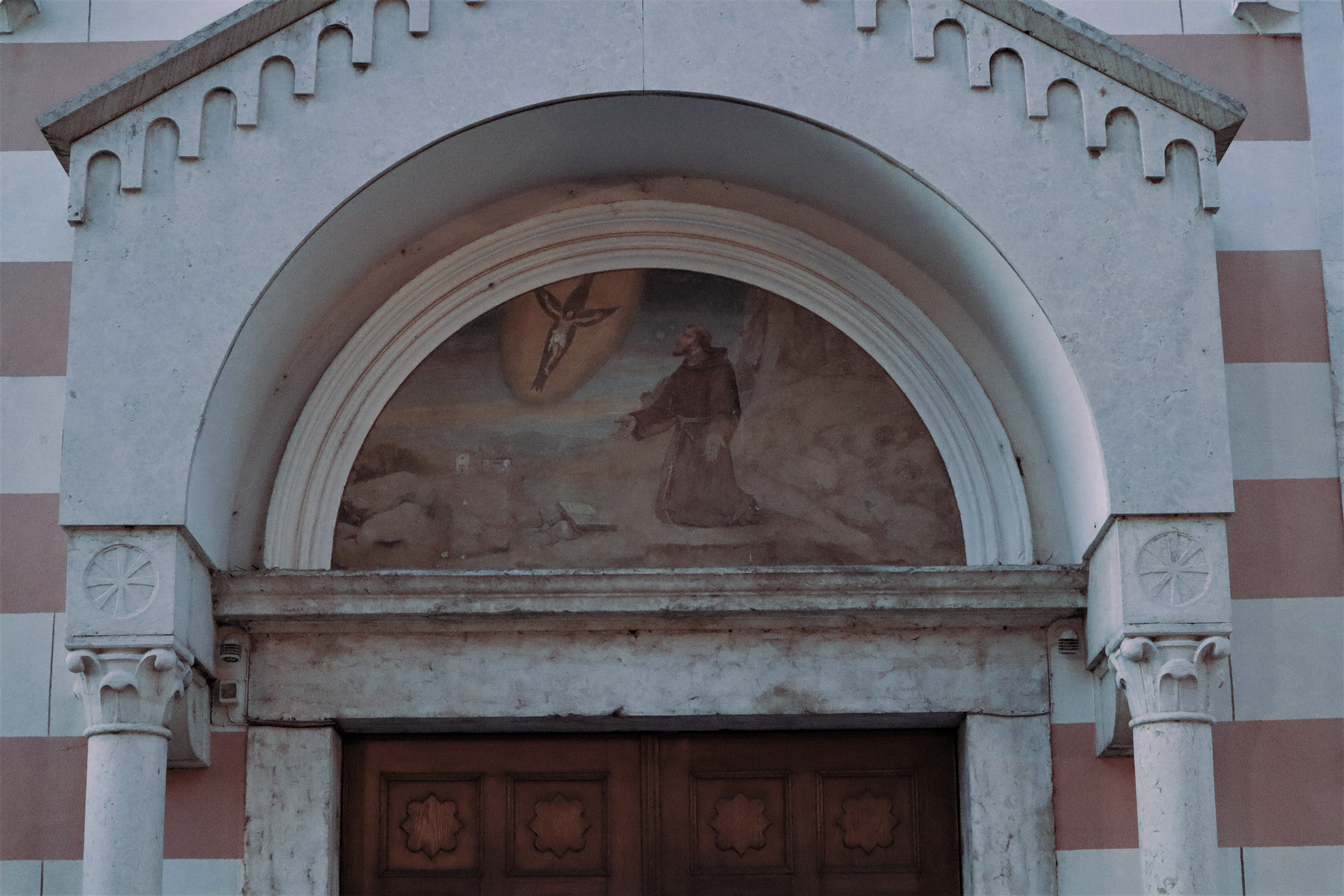
Portale sulla facciata con finestra a lunetta affrescata

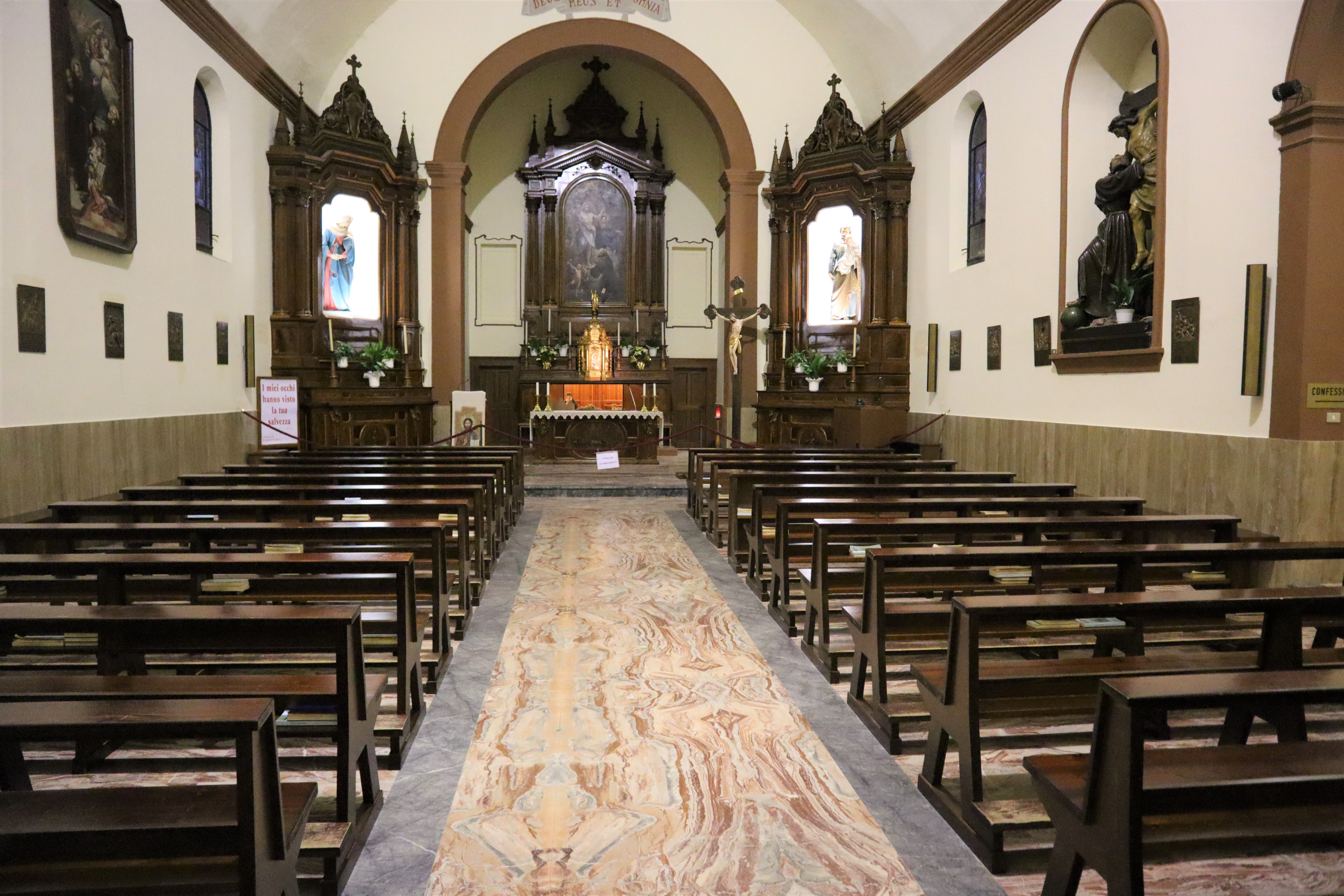
Navata con altare maggiore

All'inizio del XVII secolo giunsero da Venezia alcuni frati cappuccini e ottennero l'autorizzazione ad erigere un convento su un terreno che era stato acquistato dalla comunità a tale scopo. Tale costruzione comprese non solo il convento stesso ma la chiesa e l'orto annesso. Nel 1608 iniziarono i lavori di costruzione.
La solenne consacrazione venne celebrata 19 ottobre 1614.
Nei primi anni del XXI secolo i frati hanno lasciato il convento e la città di Ala.

## Descrizione

### Esterni
La facciata si presenta in stile neo-romanico, dopo il rifacimento di Luigi Dalla Laita realizzato nel 1890. È abbellita da un motivo ornamentale che consiste in un alternarsi di fasce orizzontali di due colori diversi ed è sormontata da tre guglie coniche su torrette.

### Interni
L'interno è su navata unica con volta a botte.